# Liste der Kulturdenkmäler in Prüm
In der Liste der Kulturdenkmäler in Prüm sind alle Kulturdenkmäler der rheinland-pfälzischen Stadt Prüm einschließlich der Ortsteile Dausfeld, Niederprüm, und Weinsfeld aufgeführt. Grundlage ist die Denkmalliste des Landes Rheinland-Pfalz (Stand: 27. Juni 2022).

## Denkmalzonen
| Bezeichnung                                        | Lage                       | Baujahr                | Beschreibung | Bild                           |
| -------------------------------------------------- | -------------------------- | ---------------------- | --- | ------------------------------ |
| Denkmalzone Salvatorbasilika und Benediktinerabtei | Prüm, Hahnplatz 17–21 Lage | ab dem 16. Jahrhundert | umfasst die Katholische Pfarrkirche St. Salvator und die ehemalige Benediktinerabtei: - ehemalige Abteikirche: dreischiffige Basilika mit Doppelturmfassade, ab 1721, Architekt Johann Georg Judas, Trier, unter Verwendung des ehemaligen südlichen (heute nördlichen) Westturms, frühes 16. Jahrhundert; mit Ausstattung; - ehemaliges Klostergebäude: Baubeginn wohl um 1735, Architekten Jörg Seiz und Johannes Seiz, nach Teileinsturz ab 1744 mit Balthasar Neumann, 1748–1765, Instandsetzung und Aufbau der fehlenden Flügelabschnitte auf vorhandenen Fundamenten 1908–1912; zwei- und dreigeschossige Spätbarockbauten mit hervorgehobenem Nordflügel (ehemals Wohnung des Kurfürsten), Hauptfassade um 1910, mittelalterliche Baureste im Keller des Westflügels; - Pfarrhaus (Hahnplatz 17): barockisierender Mansardwalmdachbau, bezeichnet 1911, eingeschossiger Verbindungsgang zur Kirche | weitere Bilder Fotos hochladen |

## Einzeldenkmäler
| Bezeichnung                                                                    | Lage                                                        | Baujahr                                           | Beschreibung | Bild                           |
| ------------------------------------------------------------------------------ | ----------------------------------------------------------- | ------------------------------------------------- | --- | ------------------------------ |
| Bildstock                                                                      | Dausfeld, westlich des Ortes Lage                           | 1847                                              | Kreuzigungsbildstock, bezeichnet 1847, wohl nach Vorbild des Schönecker Typs | BW                             |
| Bildstock                                                                      | Niederprüm, Hobergstraße Lage                               | um 1720                                           | Kreuzigungsbildstock, barock, mit Relieffigur des heiligen Petrus, wohl um 1720 | Fotos hochladen                |
| Klostermühle                                                                   | Niederprüm, St.-Vither-Straße 1 Lage                        | 1768                                              | dreiachsiger Putzbau mit Mansardwalmdach, bezeichnet 1768, südlich eingeschossiger Pultdachanbau, nördlich vierachsiger, wohl etwas jüngerer Seitenflügel, Wirtschaftsgebäude aus der Mitte des 19. Jahrhunderts | Fotos hochladen                |
| Bildstock                                                                      | Niederprüm, St.-Vither-Straße, an Nr. 5 Lage                | 1690                                              | Kreuzigungsbildstock, bezeichnet 1690 | Fotos hochladen                |
| Katholische Pfarrkirche St. Gordianus und St. Epimachus und ehemaliges Kloster | Niederprüm, St.-Vither-Straße 8 Lage                        | 1670 ff.                                          | zugehörig: - katholische Pfarrkirche St. Gordianus und St. Epimachus (ehemalige Abteikirche): Saalbau mit Südostturm und Sakristei, 1670 ff., Vorhalle bezeichnet 1678; mit Ausstattung; - auf dem Friedhof Altarkreuz, zweite Hälfte des 18. Jahrhunderts; - ehemalige Klostergebäude: drei Klausurflügel wohl aus den 1670er Jahren, Neubau nach Kriegsbeschädigung unter Verwendung alter Teile, 1959–1961; Nordflügel bezeichnet 1676; 1757/58 umgebauter Südflügel mit Mansardwalmdach, Treppenturm wohl aus dem 17. Jahrhundert, barockisierender Treppenhausvorbau nach 1920; Schultrakt mit Mansardwalmdach, Reformarchitektur, 1926 | weitere Bilder Fotos hochladen |
| Wegekreuz                                                                      | Niederprüm, St.-Vither-Straße, bei Nr. 45 Lage              | 1687                                              | Schaftkreuz, 1687 | Fotos hochladen                |
| Wegekreuz                                                                      | Niederprüm, St.-Vither-Straße, Ecke Hohbergstraße Lage      | 1781                                              | Schaftkreuz, bezeichnet 1781 | Fotos hochladen                |
| Schallkreuz                                                                    | Niederprüm, nordwestlich des Ortes; Flur Im Haasenberg Lage | Mitte des 18. Jahrhunderts                        | hohes reliefertes Schaftkreuz, wohl aus der Mitte des 18. Jahrhunderts | BW                             |
| Bildstock                                                                      | Prüm, Altenmarkt, bei Nr. 3 Lage                            | 1686                                              | Kreuzigungsbildstock, hoher reliefierter Schaft, bezeichnet 1686 | Fotos hochladen                |
| Denkmal für Georg Bärsch                                                       | Prüm, Bahnhofstraße Lage                                    | vor 1930                                          | reliefierter Pfeiler, kurz vor 1930 | Fotos hochladen                |
| Wohnhaus                                                                       | Prüm, Bahnhofstraße 54/56 Lage                              | nach 1880                                         | Wohnhaus für Bahnbedienstete; Backsteinbau auf quaderverblendetem Untergeschoss, Krüppelwalmdach, wohl kurz nach 1880 oder wenig später | Fotos hochladen                |
| Frankenkreuz                                                                   | Prüm, Bahnhofstraße, auf dem Friedhof Lage                  | Mitte des 19. Jahrhunderts                        | in mächtigem Fundamentstein steckender Schaft, bezeichnet 1881 und 1888 (Renovierungsdaten), eventuell aus der Mitte des 19. Jahrhunderts | Fotos hochladen                |
| Forstamt Schneifel                                                             | Prüm, Birkenweg 8 Lage                                      | 1903                                              | eingeschossiges Wohnhaus, Stall- und Remisengebäude, ländliche Backsteinbauten, angeblich von 1903 | Fotos hochladen                |
| Wohnhaus                                                                       | Prüm, Heldstraße 4 Lage                                     | nach 1750                                         | barockes Zeilenwohnhaus, wohl kurz nach der Mitte des 18. Jahrhunderts | Fotos hochladen                |
| Evangelische Kirche                                                            | Prüm, Hillstraße 17 Lage                                    | 1894/95                                           | romanisierender Saalbau, 1894/95, Architekt Wilde, Berlin, nach 1945 teilweise verändert wiederhergestellt | weitere Bilder Fotos hochladen |
| Wohnhaus                                                                       | Prüm, Johannismarkt 8 Lage                                  | vor 1789                                          | dreigeschossiges ehemaliges Wohnhaus, heute Bürohaus; spätbarocker Mansardwalmdachbau, eventuell kurz vor 1789, klassizistischer Altan aus der ersten Hälfte des 19. Jahrhunderts, nach Kriegszerstörung barockisierend erneuert; Hofmauer mit Durchgang und Torfahrt, Nebengebäude auf polygonalem Grundriss, wohl aus der zweiten Hälfte des 19. Jahrhunderts, ehemaliger Stall mit Pultdach | Fotos hochladen                |
| Wirtschaftsgebäude des Bischöflichen Konvikts                                  | Prüm, Kalvarienbergstraße 1 Lage                            | 1889                                              | aufwändiger Putzbau mit Risalit, bezeichnet 1889, eingeschossiger Anbau mit getrepptem Schildgiebel | Fotos hochladen                |
| Wegekapelle                                                                    | Prüm, Kalvarienbergstraße, gegenüber Nr. 25 Lage            | 1884                                              | neugotischer Quadermauerwerksbau, bezeichnet 1884 | Fotos hochladen                |
| Ölgarten                                                                       | Prüm, Kalvarienbergstraße, vor Nr. 25 Lage                  | um 1930                                           | im wohl um 1930 angelegten Ölgarten Bildstock vom Schönecker Typ, bezeichnet 1597; überlebensgroße Christus-Skulptur, wohl aus dem 19. Jahrhundert | Fotos hochladen                |
| Kreuzwegstation                                                                | Prüm, Kalvarienbergstraße, bei Nr. 53 Lage                  | 1824                                              | dritte Station eines Kreuzwegs, angeblich von 1824 | Fotos hochladen                |
| Wendelinuskapelle                                                              | Prüm, Kreuzerweg Lage                                       | 1838                                              | achteckiger Zeltdachbau, bezeichnet 1[8]38; Wappenstein Christoph von Manderscheid, bezeichnet 1551 | Fotos hochladen                |
| Wegekreuz                                                                      | Prüm, Kreuzerweg, gegenüber Nr. 13 Lage                     | 1603                                              | Nischengehäuse eines nachgotischen Nischenkreuzes, ehemals bezeichnet 1603 | Fotos hochladen                |
| Wohnhaus                                                                       | Prüm, Kreuzerweg 33 Lage                                    | 1899                                              | Zeilenwohnhaus mit Mansarddach, rotsandsteingegliederter Gelbsandsteinbau, Neurenaissance-Motive, bezeichnet 1899 | Fotos hochladen                |
| Bildstock                                                                      | Prüm, Oberbergstraße, gegenüber Nr. 28 Lage                 | Mitte des 17. Jahrhunderts                        | Aufsatz eines Kreuzigungsbildstocks, wohl um die Mitte des 17. Jahrhunderts | Fotos hochladen                |
| Villa                                                                          | Prüm, Oberbergstraße 44 Lage                                | 1903/04                                           | ländliche Villa mit Walmdach, 1903/04, Architekt Krekler, Prüm | Fotos hochladen                |
| Wegekreuz                                                                      | Prüm, Schlehdornweg, gegenüber Nr. 17 Lage                  | um 1800                                           | kleines Balkenkreuz, Schiefer, wohl ausgehendes 18. oder frühes 19. Jahrhundert | BW                             |
| Stiftskurien                                                                   | Prüm, Spitalstraße 3/5 Lage                                 | 1729                                              | langgestreckter barocker Mansardwalmdachbau, Nr. 3 bezeichnet 1729, Nr. 5 bezeichnet 1761 | Fotos hochladen                |
| Wohn- und Geschäftshaus                                                        | Prüm, Teichstraße 1 Lage                                    | ersten Hälfte oder der Mitte des 19. Jahrhunderts | dreigeschossiges Wohn- und Geschäftshaus, im Kern wohl aus der ersten Hälfte oder der Mitte des 19. Jahrhunderts, aufwändige Fassadendekoration um oder kurz nach 1900 | Fotos hochladen                |
| Burgring                                                                       | Prüm, nördlich der Stadt auf dem Tettenbusch Lage           | 5. oder 4. Jahrhundert vor Christus               | vorgeschichtlicher Ringwall, wohl aus dem 5. oder 4. Jahrhundert vor Christus | BW                             |
| Filialkirche St. Leonhard                                                      | Weinsfeld, Dorfstraße 15 Lage                               | 1735                                              | Turm, bezeichnet 1735, im Kern eventuell spätmittelalterlich | weitere Bilder Fotos hochladen |